# Птах
Птах (на египетски: Pth, наричан също и Пта) е древноегипетски бог покровител на занаятите и изобразителните изкуства.
| p · t | H |

| p · t | H |

Култовият център на бог Птах е египетската столица Мемфис. По време на Старото царство Птах е бог творец, създал света с мисъл и слово.
Култът към Пта има общоегипетски характер, който е разпространен също в Нубия, Палестина и Синайския полуостров. Бог Птах е бил изобразяван в облекло представляващо цяло платно, което обгръща тялото му така, че да се виждат само китките на ръцете му, а в ръцете си е държал жезъл наречен Уас. Бог Атум също произхождал от Птах.
В Древна Гърция бог Птах е отъждествяван с бог Хефест. Жената на Птах е богинята на войната и палещото слънце Сехмет. Синът на бог Птах е богът на растителността Нефертум. За жени на Птах също са смятани богините Маат, Баст, Тефнут и Хатор.